# ناحیه مرکز، شهرستان پوپ، آرکانزاس
ناحیه مرکزی، شهرستان پوپ، آرکانزاس (به انگلیسی: Center Township) یک منطقهٔ مسکونی در ایالات متحده آمریکا است که در شهرستان پوپ، آرکانزاس واقع شده‌است. ناحیه مرکزی ۵۱۵ نفر جمعیت دارد و ۱۸۸٫۹۸ متر بالاتر از سطح دریا واقع شده‌است.